# Győrzámoly
Győrzámoly is een plaats (község) en gemeente in het Hongaarse comitaat Győr-Moson-Sopron. Győrzámoly telt 1649 inwoners (2001).